# Daerah
Daerah oder Daïra (arabisch دائرة dā'ira, DMG dāʾira ‚Kreis‘; Plural dawaïr, dawāʾir / دوائر) ist die arabische Bezeichnung für Distrikt.
Folgende Länder werden in sogenannte Daerahs eingeteilt:

## Nordafrika
- Algerien
- Westsahara

## Südostasien
- Brunei[1]
- Indonesien
- Malaysia[2]